# كانسولم
كانسولم هي مدينة من مدن هايتي. يبلغ عدد سكانها 9,561 نسمة وذلك حسب إحصائيات سنة 2003. يبلغ ارتفاع المدينة عن سطح البحر قرابة 273 متر.

## أعلام
- إنيكس جان تشارلز